# (2913) Horta
(2913) Horta (1931 TK) – planetoida z pasa głównego asteroid okrążająca Słońce w ciągu 4,45 lat w średniej odległości 2,7 j.a. Odkryta 12 października 1931 roku.